# Iñigo Iruín Sanz
Iñigo Iruín Sanz (Sant Sebastià, 26 de juny de 1953) és un advocat i polític basc. Llicenciat en dret penal, es considera deixable de Miguel Castells Artetxe i en ciències empresarials, s'ha distingit per defensar en judici a membres d'ETA i militants abertzales acusats de terrorisme, alhora que és membre del Consell d'Administració de l'empresa Orain SA, dirigida pel seu company de partit José Luis Elkoro Unamuno.
Militant d'Herri Batasuna, fou elegit diputat a les eleccions al Parlament Basc de 1984, 1986 i 1990. A les eleccions generals espanyoles de 1989 fou escollit senador per Guipúscoa. Posteriorment, com a advocat, va obtenir l'empara del Tribunal Constitucional d'Espanya contra la sentència del Tribunal Suprem que va condemnar a 7 anys de presó a cadascun dels membres de la taula nacional d'Herri Batasuna al desembre de 1997, fou el que portà a judici el cas Lasa i Zabala, pel qual l'ex general de la Guàrdia Civil Enrique Rodríguez Galindo ingressà a la presó i es van desclassificar els papers del Cesid sobre els GAL. El 2007 es mostrà disconforme amb l'estratègia de Batasuna en el procés de pau, tot i que continuà defensant militants de Batasuna i d'Acció Nacionalista Basca.
Ha exercit també d'advocat defensor de la consellera d'Agricultura, Ramaderia, Pesca i Alimentació de la Generalitat de Catalunya Meritxell Serret i Aleu en la Causa del procés.